# Nobuaki Kanazawa
 (décembre 2019).
Si vous disposez d'ouvrages ou d'articles de référence ou si vous connaissez des sites web de qualité traitant du thème abordé ici, merci de compléter l'article en donnant les références utiles à sa vérifiabilité et en les liant à la section « Notes et références ».
Pour les articles homonymes, voir Kanazawa (homonymie).
Nobuaki Kanazawa est un écrivain et scénariste japonais.

## Auteur
Il a écrit plusieurs livres, dont Tomogui (Cannibalisme).
Il est le scénariste des livres et du manga King's game, dont le personnage principal a le même nom que lui. Il a également écrit sa suite, King's Game Extreme, un préquel à l'histoire King's Game Origin et un spin-off King's Game Spiral.

## Ouvrages
- (ja) Nobuaki Kanazawa (ill. Hitori Renda), King's game, Ki-oon
- (ja) Nobuaki Kanazawa (ill. Renji Kuriyama), King's Game extreme, Ki-oon
- (ja) Nobuaki Kanazawa (ill. J-ta Yamada), King's Game origin, Ki-oon
- (ja) Nobuaki Kanazawa (ill. Renji Kuriyama), King's Game spiral, Ki-oon

Les romans du même nom sont édités chez Lumen.